# Anspect

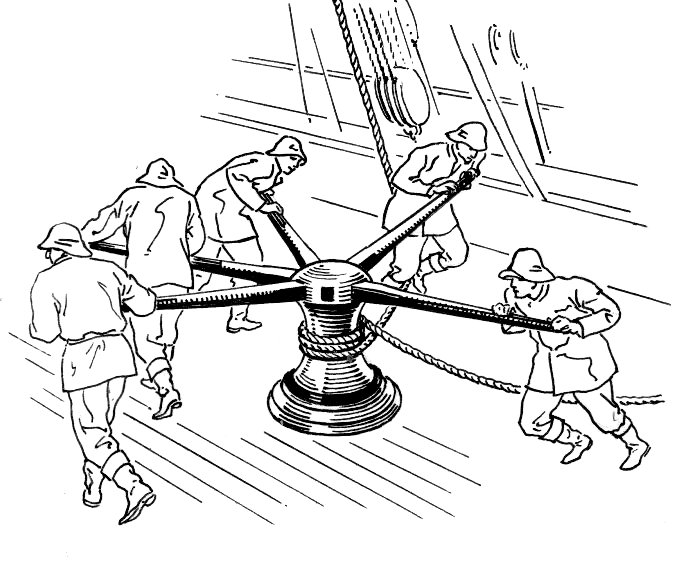
Cabestan et cinq anspects amovibles. On voit sur un emplacement non équipé, la forme rectangulaire de l'alvéole dans laquelle vient se loger l'anspect.

En marine, un anspect ou barre d'anspect (handspike en anglais) est une barre amovible servant de levier pour faire tourner un cabestan, déplacer une pièce d'artillerie, le pointage en hauteur d'un canon,, ou faire levier sur une charge.
L'anspect a une extrémité épaisse en forme de rectangle, qui s'insère dans les éléments à déplacer, et une extrémité plus mince et arrondie. Il pouvait être en bois dur (chêne principalement), en métal ou en bois serti de métal, si bien qu'il pouvait également être utilisé comme arme contondante.

## Étymologie
Le mot dérive du néerlandais handtspeecke qui signifie « bâton que l’on tient dans la main » dont la plus ancienne mention comme terme technique date de 1648. Il a donné le terme anglais handspike de même définition, ainsi que le terme français anspect par assimilation phonétique. Le "t" dans l'orthographe du mot, non prononcé, est purement "décoratif" il a été rajouté par analogie avec d'autres mots de langue française comme aspect.

## Utilisation
Pour un cabestan, l'anspect est inséré dans les alvéoles de celui-ci. Il est utilisé comme un bras de levier horizontal et retiré à chaque manœuvre. On peut utiliser de très nombreux anspects en fonction de la taille du cabestan. 
Pour déplacer les canons des vaisseaux, on utilise deux anspects par pièce, à la place de pinces qui dégradaient les ponts. Ils servent au déplacement du canon et au réglage de la hauteur du tir.
On appelle également anspect le levier pour soulever les rails de chemin de fer.